# Michael Dan Archer

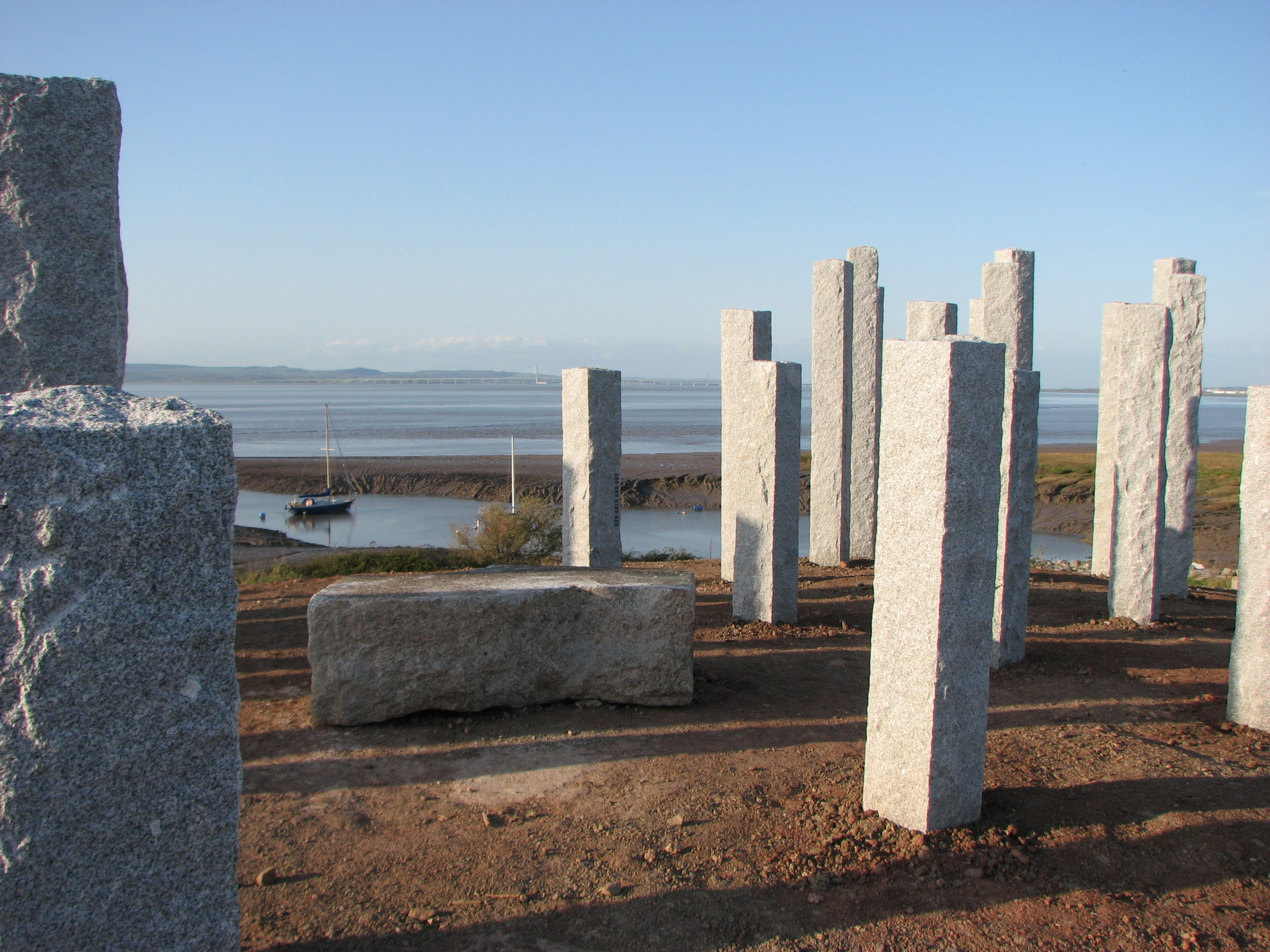
Seefahrer-Skulpturen in Portishead

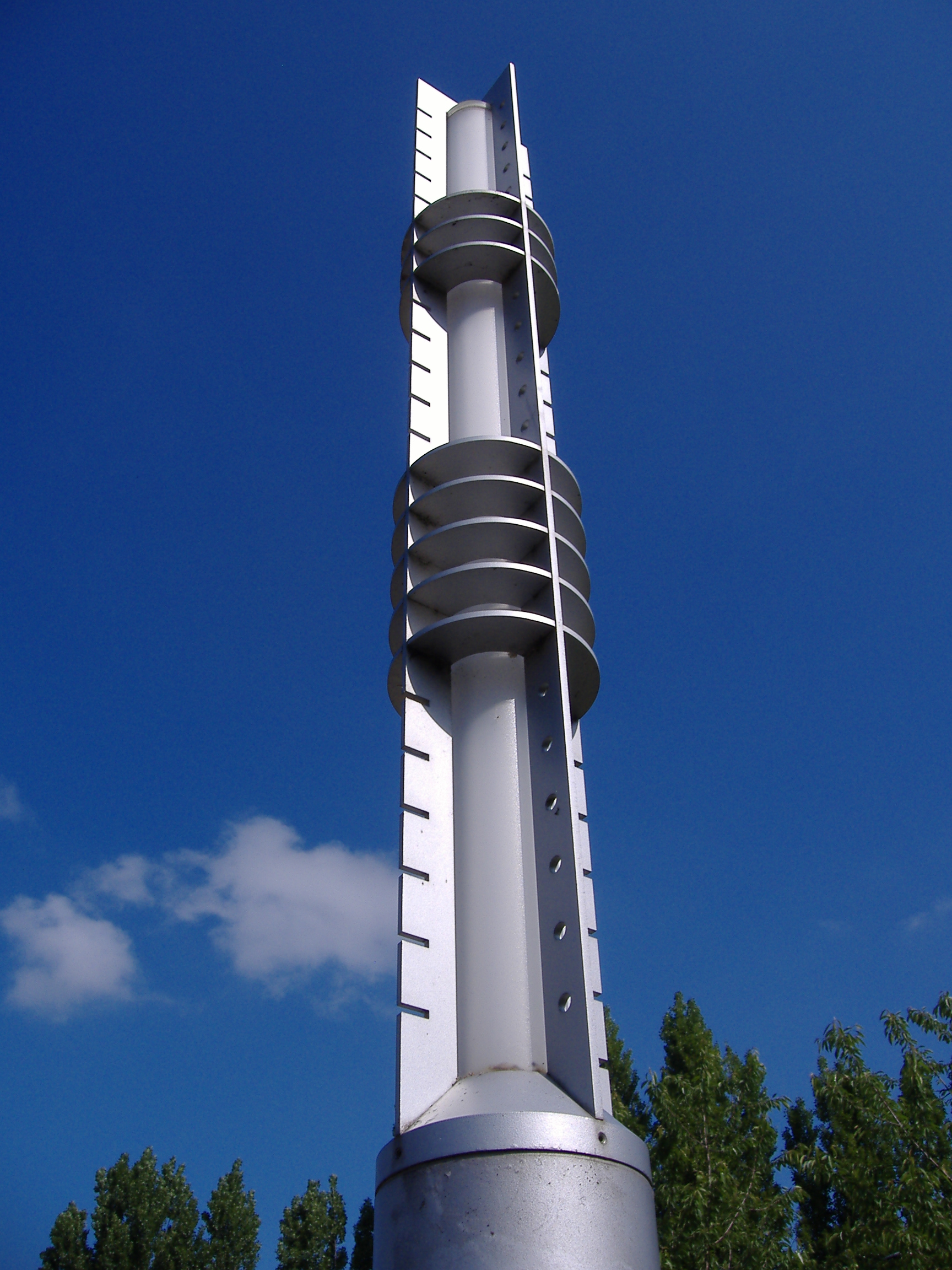
Untitled in Nottingham

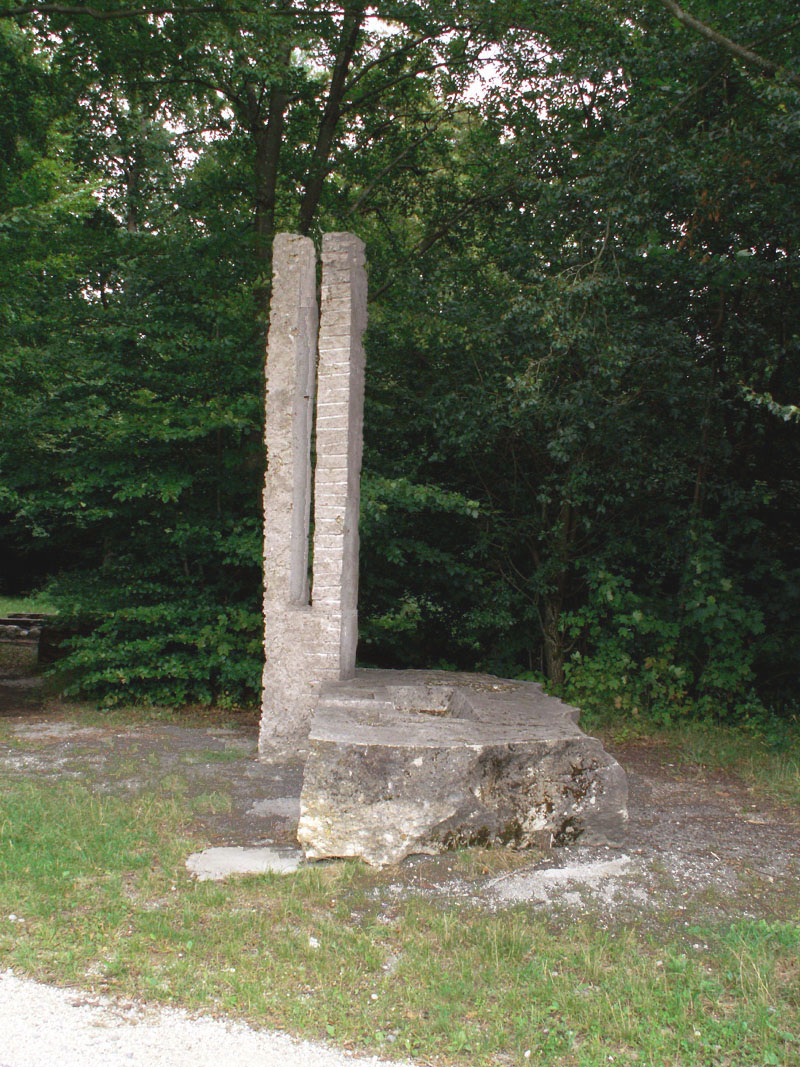
Heiligtum in Oggelshausen

Michael Dan Archer (* 1955) ist ein britischer Bildhauer.

## Leben und Werk
Nachdem Archer seine Ausbildung mit dem BA Fine Art abgeschlossen hatte, war er von 1979 bis 1984 als Lehrer in Japan, Großbritannien und Spanien. Von 1989 bis 2002 war er Dozent für Bildhauerei an der Universität Loughborough School of Art & Design in Loughborough. Seit 1981 beteiligte er sich an Gruppenausstellungen und zeigte seine Arbeit in Einzelausstellungen und beteiligte sich seit 1990 an Bildhauersymposien. Im Jahre 1994 wurde er Mitglied der Royal Society of British Sculptors (RBBS).
Abstrakte Kunstwerke kreierte Archer in Naturstein, Backstein, Metall und mit Neonlichtern.
An Bildhauersymposien nahm Archer u. a. teil: Durbacher Internationales Bildhauersymposium in Durbach (1999), Bildhauersymposion Oggelshausen in Oggelshausen (2000), Bildhauersymposion Hořice in Hořice (2004), EMAAR International Sculpture Symposium in Dubai (2004), Dikili International Granite Sculpture Symposium in der Türkei (2006), Lana Bildhauersymposion in Bozen in Südtirol (2007), Bildhauersymposion Barossa in Australien (2008) und an weiteren in Japan und Südkorea.

## Werk (Auswahl)
- 1993: Windstein, Yorkshire Sculpture Park
- 1993: Für Boullée, Churchill College in Cambridge als Teil des Cambridge Sculpture Trail 3
- 1999: Ruhe, Stauffenberg Klinikum in Durbach
- 2000: Heiligtum, Skulpturenweg Oggelshausen in Oggelshausen
- 2002: Traum, Trinyty Hall in Cambridge, Cambridge Sculpture Trail
- 2003: Gog and Magog in Cambridge
- 2003/04: Untitled, Universität Nottingham in Nottingham
- 2005: Malad (Sanctuary) in Dubai
- 2005: Echo, Erinnerung, Traum, Canary Wharf in London
- 2005: 34, Grimsby
- 2006: Distant Places, Far Away People (Entfernte Plätze, weit weg von Menschen)
- 2006: Tor, İzmir
- 2007: UR, Südtiroler Skulpturenpark in Südtirol, Italien
- 2007/08: Seefahrer-Skulpturen (108 Stelen aus Portland-Naturstein), Marina von Portishead
- 2008: THIS, Bildhauersymposion Barossa im Barossa Valley bei Adelaide
- 2008/09: Sculptur Ouseburn barrage in Newcastle